# Maria Ferrer i Mosset
Maria Ferrer i Mosset (el Masnou, Maresme, 1 de desembre de 1912 – Banyoles, Pla de l'Estany, 23 de desembre de 1985) fou una poetessa i mestra catalana.
Era filla de Jaume Ferrer i Pielias, mestre d'obres masnoví, i de Dolors Mosset i Pallerola, lleidatana. Va anar al col·legi de les Escolàpies. Després treballà als Laboratoris Cusí i a la biblioteca. S'inicià en el conreu de la poesia i comptà amb l'amistat i el recolzament del poeta Josep Pujadas Truch. De jove va col·laborar a la revista La Dona Catalana, i també en programes de Festa Major del Masnou, on va publicar poesies, del 1932 al 1936. Fou també cantaire de l'Orfeó Masnoví, creat el 1928, en el qual, dins els actes d'inauguració, va recitar la seva primera poesia.
L'any 1937, l'Ajuntament del Masnou la nomenà mestra auxiliar del Consell de l'Escola Nova Unificada (CENU). Acabada la guerra, se n'anà a viure a Girona, d'on era el seu marit Àngel Portell i Albareda. El 1973 va guanyar a Olot el primer premi de poesia Josep Munteis, dels premis Ciutat d'Olot, amb la composició “L'amor nostre”. Va morir a Banyoles l'any 1985; després les seves despulles foren traslladades al cementiri del Masnou.
L'any 1992, l'Ajuntament del Masnou acordà posar el seu nom (carrer de Maria Ferrer i Mosset) a un tram del carrer de la Gaditana, entre el torrent Xic i el passeig de Romà Fabra, davant de l'Escola Ocata.